# Lucasium squarrosum
Lucasium squarrosum — вид геконоподібних ящірок родини диплодактилідів (Diplodactylidae). Ендемік Австралії.

## Поширення і екологія
Lucasium squarrosum мешкають у прибережних і внутрішніх районах Західної Австралії, від затоки Ексмут до Джералдтона, а також на острові Фор в затоці Шарк-Бей. Вони живуть в саванах, на сухих луках та в чагарникових заростях, що ростуть на вапнякових ґрунтах, трапляються на пасовищах.